# Мејсон Сити (Илиноис)
Мејсон Сити (енгл. Mason City) град је у америчкој савезној држави Илиноис. По попису становништва из 2010. у њему је живело 2.343 становника.

## Демографија
Према попису становништва из 2010. у граду је живело 2.343 становника, што је 215 (8,4%) становника мање него 2000. године.
| Група             | 2000.         | 2010.         |
| Белци             | 2.529 (98,9%) | 2.295 (98,0%) |
| Афроамериканци    | 1 (0,0%)      | 10 (0,4%)     |
| Азијати           | 4 (0,2%)      | 3 (0,1%)      |
| Хиспаноамериканци | 15 (0,6%)     | 23 (1,0%)     |
| Укупно            | 2.558         | 2.343         |